# Águas Frias
Águas Frias es un municipio brasileño del estado de Santa Catarina. Tiene una población estimada al 2021 de 2 341 habitantes.

## Toponimia
El nombre se debe a un manantial de agua fría en medio de la selva en la región.

## Historia
La localidad fue poblada en 1950 por inmigrantes italianos provenientes de Guaporé y Marcelino Ramos de Río Grande del Sur. Fue catalogado como distrito en 1957 con el nombre de Cairu y subordinado a Chapecó. El distrito fue transferido a Coronel Freitas en 1961. Cambió su nombre a Águas Frias en 1975 y se emancipó el 12 de diciembre de 1991.